# Марашлиев, Димитр
Димитр Марашлиев (болг. Димитър Христов Марашлиев; 31 августа 1947, Харманли — 12 июля 2018, София) — болгарский футболист, игравший на позиции нападающего. Мастер спорта (1969).
На молодёжном уровне играл за команду Хеброс (Харманли). В 1963 году перешёл в «Марицу» (Пловдив). В 1966 году играл за «Спартак» (Пловдив), после чего, в сентябре того же года, перешёл в софийский ЦСКА, где провёл основную часть карьеры.
Играл за ЦСКА с 1966 по 1976 год, 8 раз в составе армейцев становился чемпионом Болгарии (1968/69, 1970/71, 1971/72, 1972/73, 1974/75 и 1975/76), и 4 раза выигрывал Кубок Болгарии (1968/69, 1971/72, 1972/73 и 1973/74). Всего в высшей болгарской лиге сыграл 250 матчей, забил 75 мячей (за ЦСКА — 244 матча, 73 мяча, за «Спартак» (Пловдив) — 6 матчей, 2 мяча). Завершил карьеру в клубе «Черно море».
В еврокубках за ЦСКА сыграл в 26 матчах, забил 9 мячей (в Кубке чемпионов — 21 матч, 8 голов, в Кубке кубков — 5 матчей, 1 гол). В Кубке чемпионов 1966/67 ЦСКА дошёл до полуфинала, но в матчах 1/2 финала против миланского «Интера», включая дополнительный, Марашлиев участия не принимал, в том розыгрыше принял участие только в матчах 1/8 финала против «Гурника», в первом из которых (4:0 — дебют в еврокубках) забил 2 мяча. В кубке чемпионов 1972/73 забил первый мяч в противостоянии с действующим обладателем трофея «Аяксом», закончившемся победой ЦСКА (0:1, 2:0, д. в.). Также забивал в Кубке чемпионов в ворота «Баварии» (весной 1974 года) и «Ювентуса» (осенью 1975), причём Дино Дзоффу забил мяч на 90-й минуте, играя со сломанной рукой (по ходу матча срецидивировал перелом запястья).
За национальную сборную Болгарии сыграл 8 матчей, забил 3 мяча. Участник чемпионата мира 1970 году в Мексике — провёл 2 матча (против сборных Перу и ФРГ).
Подполковник, окончил институт физкультуры и спорта имени Георгия Димитрова.
После завершения игровой карьеры стал тренером детско-юношеской школы софийского ЦСКА, 4 года в 1980-е также работал тренером на молодёжном уровне в Кувейте.
Был женат на волейболистке, которая тоже родом из Харманли и переехала в Софию в 1966 году. Сын Христо (род. 1970) — футболист, после окончании карьеры игрока — тренер.